# شوي (شهرستانة)
شوي (بالفارسية: شوی) هي قرية تقع في إيران في قسم شهرستانة الريفي. يقدر عدد سكانها بـ 340 نسمة بحسب إحصاء 2016.